# Vallée d'Ordesa
La vallée d'Ordesa, dite aussi canyon d'Ordesa, canyon d'Arazas, ou encore Valle de Araza, est une vallée glaciaire des Pyrénées espagnoles dans la comarque de Sobrarbe en la province de Huesca, communauté autonome d'Aragon.
Située au pied du mont Perdu, elle est à l'origine de la création du parc national d'Ordesa le 16 août 1918.

## Toponymie
Ordesa est un terme ibéro-basque dérivant de ordo, signifiant « pré » ou « prairie », et de eze, signifiant « vert », soit le « pré vert » ou plutôt, compte tenu de la situation de haute montagne, le « pâturage vert ».

## Géographie

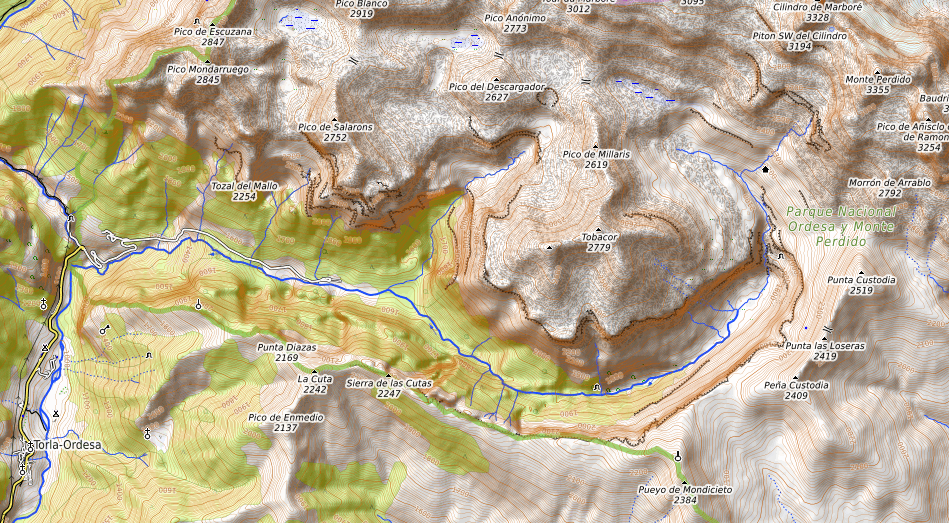
Carte topographique de la vallée.

Dans l'ensemble, la vallée d'Ordesa est une vaste zone comprenant de petites vallées et des ravins, des précipices, des hauts-plateaux et des pics (plusieurs d'entre eux ayant plus de 3 000 mètres d'altitude). Ses limites sont la crête du Mont-Perdu-Mondarruego au nord, qui sert de frontière avec la France pour sa majeure partie, la crête Sierra Custodia-Acuta au sud, et la confluence avec la vallée de l'Ara, ou vallée de Bujaruelo, qui donne la vallée de Broto. Tout cet ensemble forme un bassin hydrographique qui au travers de vallées secondaires et de cascades, débouche sur la vallée d'Ordesa proprement dite, au fond de laquelle coule le rio Arazas.
L'orientation de la vallée d'est en ouest, rare dans les Pyrénées, l'expose au climat océanique venant de l'Atlantique, ce qui confère un climat modéré comparé aux autres vallées des Pyrénées espagnoles plus sèches. Elle possède en Europe la plus grande population d'isards.

### Zones hautes

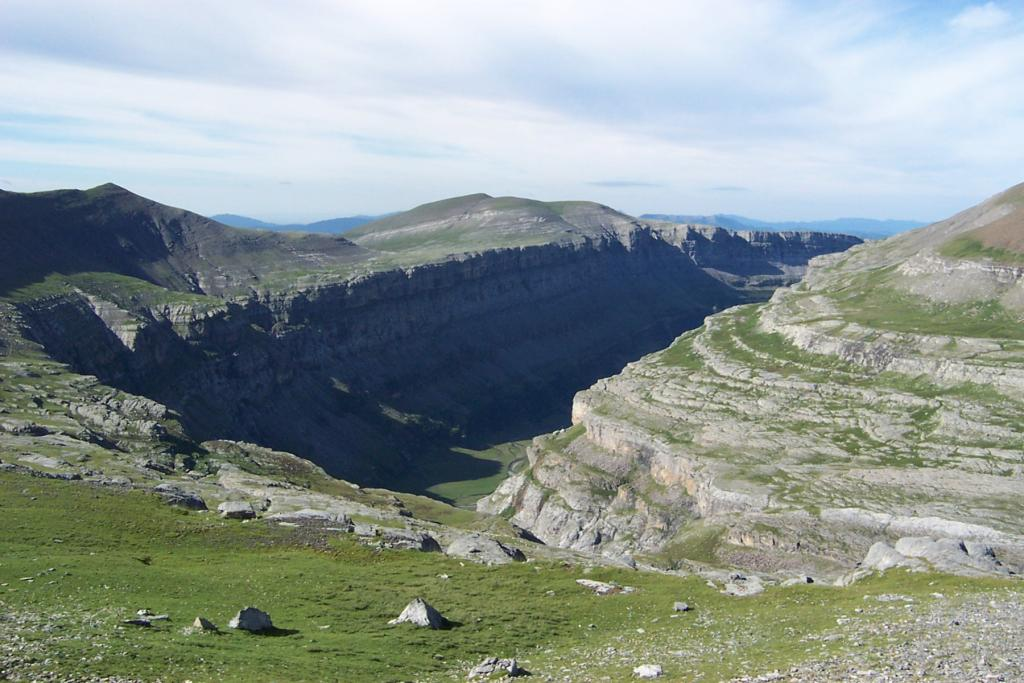
Vue en amont de la vallée

Les hautes zones comprennent une partie de la crête nord depuis le mont Perdu (3 348 mètres) jusqu'aux Gabiétous (3 031 mètres) et toute une succession de pics de plus de 3 000 mètres entre lesquels s'ouvre une impressionnante crevasse, la brèche de Roland, passage naturel entre la France et l'Espagne et qui, selon la légende, fut ouverte par un coup d'épée du paladin Roland. Un peu au sud de la brèche se situe la grotte Casteret dont l'intérieur est en grande partie gelé avec des colonnes et cascades de glace.
Le versant nord descend en une succession de cirques et de vallées glaciaires d'où tombent d'impressionnantes cascades, une des plus remarquables étant celle du cirque de Cotatuero. Ici on trouve les fameuses « clavijas » de Cotatuero, une via ferrata avant la lettre, constituée de simples barres métalliques fixées sur une paroi verticale, passage obligé et déconseillé aux personnes qui souffrent de vertige. Les clavijas furent installées pour permettre à un chasseur britannique, M. Buxton, d'accéder à ses terrains de chasse favoris.

### Zones basses
La vallée d'Ordesa proprement dite est une spectaculaire vallée glaciaire en forme de U, située au sud ouest du massif du Mont-Perdu, au fond de laquelle le rio Arazas coule en une succession de belles cascades : à sa source au cirque de Soaso, la cascade dite de « la Queue de Cheval » déploie son éventail blanc en tombant sur les rochers en contrebas ; plus loin, les Marches de Soaso sont une succession de multiples cascades échelonnées ; enfin les cascades d'Estrecho et de la Grotte sont d'énormes chutes d'eau formant des toboggans en zigzag sur la roche calcaire.
Sur les parois verticales du canyon, à cause des différentes duretés des couches rocheuses mises à nu par le mouvement de l'ancien glacier, se sont ouvertes plusieurs vires, petites corniches horizontales appelées fajas, permettant de parcourir et de surplomber la vallée le long de sentiers étroits et vertigineux. Le sentier des Chasseurs (Senda de los Cazaderos), qui atteint parfois 600 mètres de dénivelé vertical au-dessus du fond de la vallée, permet de longer pratiquement tout le flanc sud du canyon en bénéficiant d'une vue générale. La Vire des Fleurs (Faja de las Flores), plus haute et vertigineuse, s'étend le long du flanc nord.

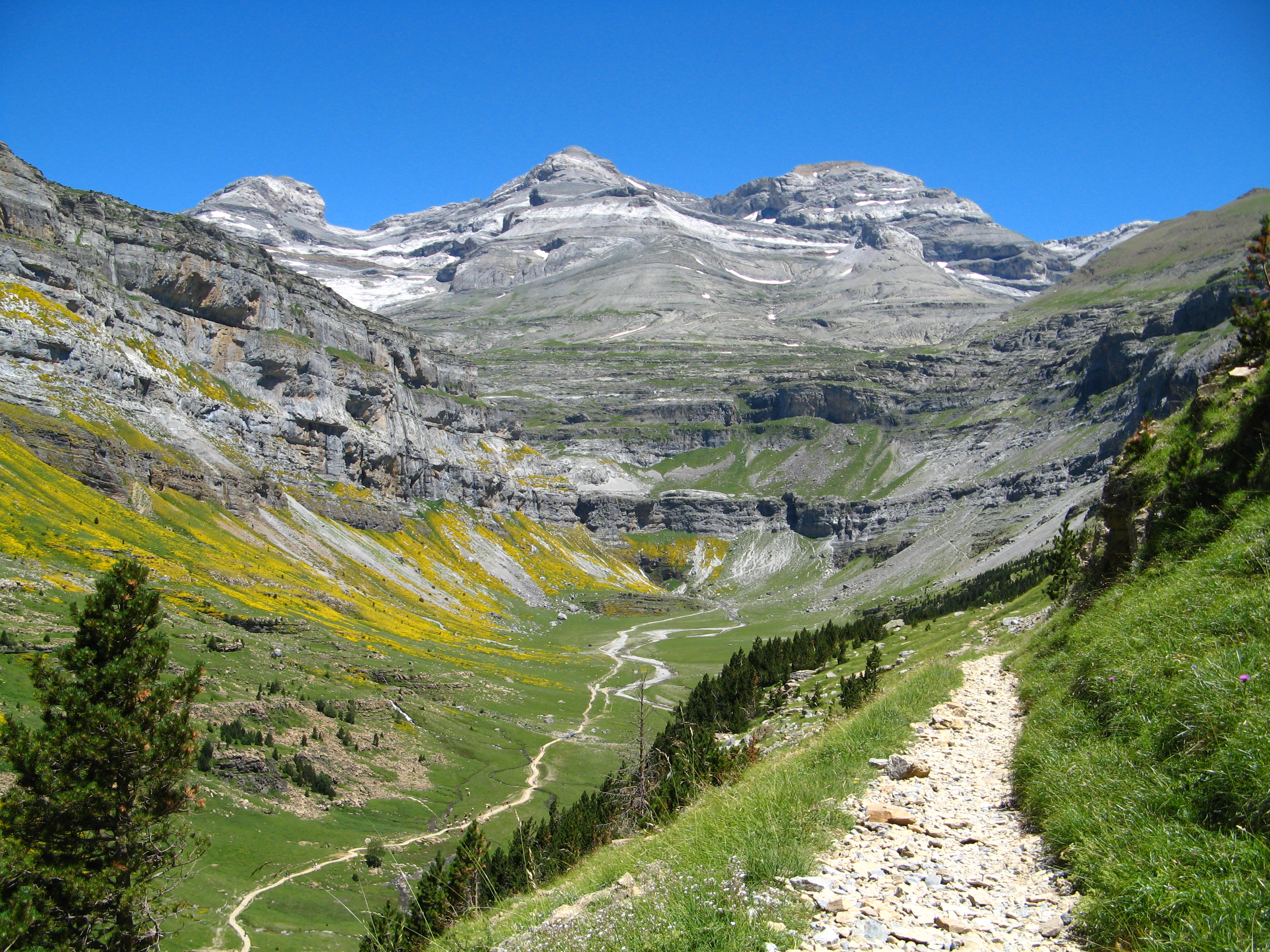
Cirque de Soaso et massif du Mont-Perdu.
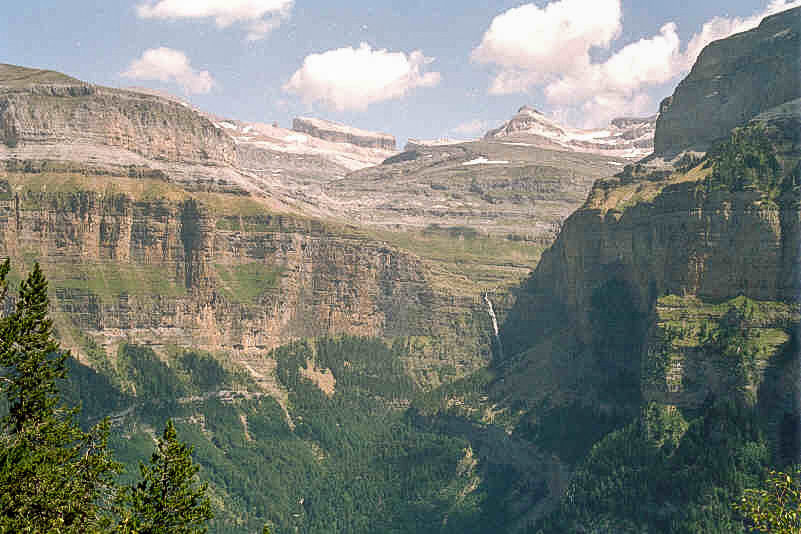
Cirque de Cotatuero vu depuis le sentier des Chasseurs.
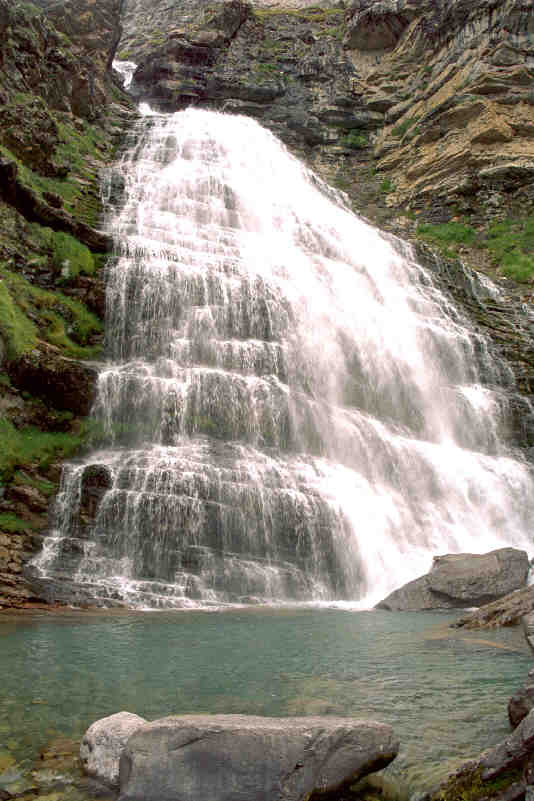
Cascade de la Queue de Cheval.
Le mont Perdu (à gauche) et le Cylindre (à droite) vus du côté nord.
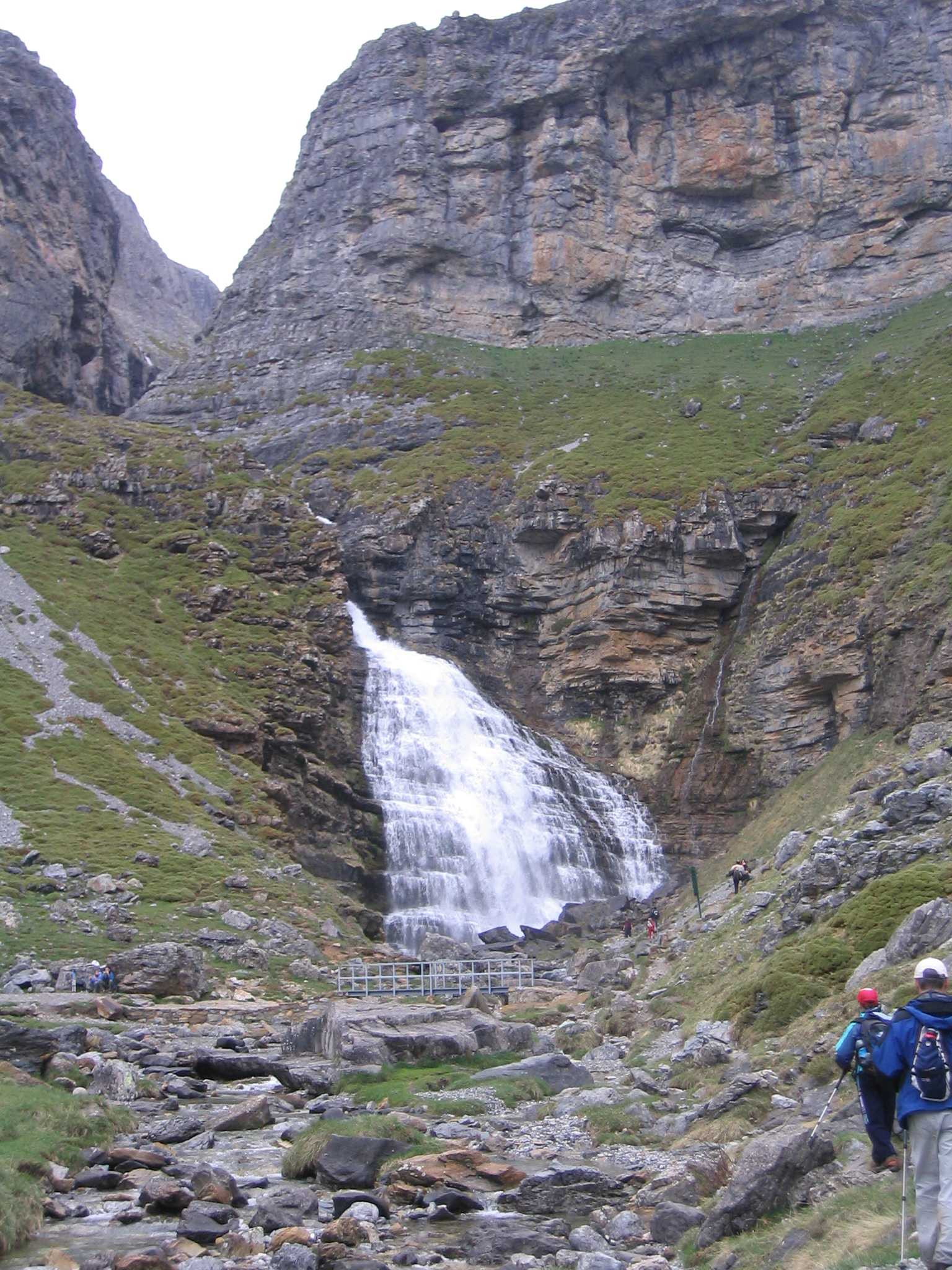
Cirque de Soaso et cascade de la Queue de Cheval.

## Histoire
Les premiers travaux sur la flore de la vallée d'Ordesa ont été réalisés par Taurino Mariano Losa (es) et Pedro Montserrat Recoder (es) en 1946.
En 1918 fut fondé le parc national de la vallée d'Ordesa afin de protéger notamment le bouquetin des Pyrénées. L'explorateur et photographe français Lucien Briet milita pour la création du Parque nacional d'Ordesa dès 1918.
En 1977 est créée la réserve de biosphère d'Ordesa-Vignemale reconnue par l'UNESCO et incluant la vallée.
Des années plus tard, en 1982, on étendit le parc pour créer le parc national d'Ordesa et du Mont-Perdu incluant le massif du Mont-Perdu, le canyon de Niscle, les gorges d'Escuain et le début de la vallée de Pineta.

## Tourisme

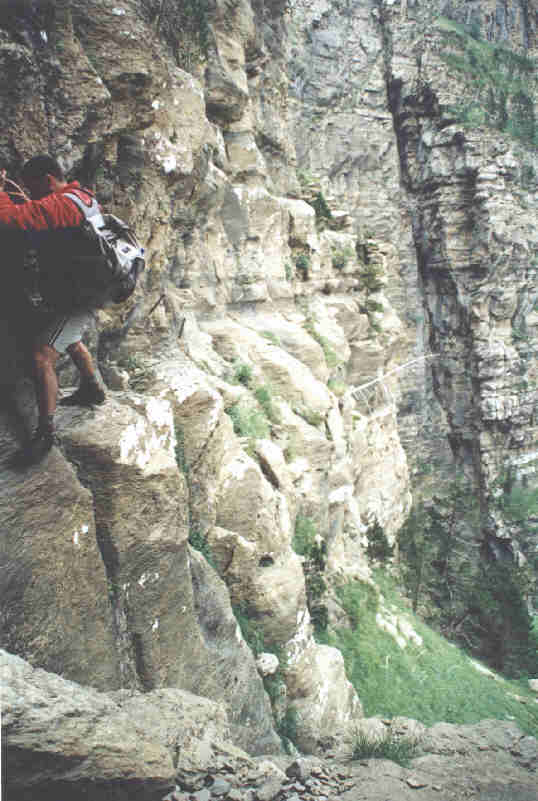
Via ferrata des Clavijas de Cotatuero.
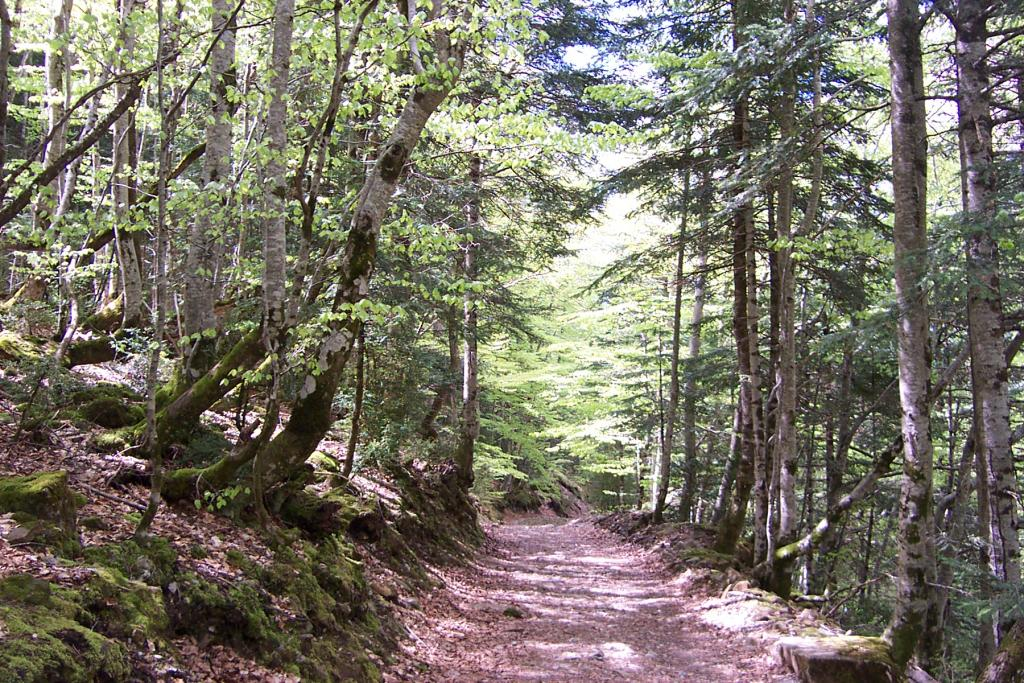
Chemin dans le parc national d'Ordesa et du Mont-Perdu.